# 아프리카나무타기쥐속
아프리카나무타기쥐속(Dendromus)은 붉은숲쥐과에 속하는 설치류 속이다. 14종으로 이루어져 있다. 현재 사하라 이남 아프리카에 제한적으로 분포하지만, 아프리카나무타기생쥐속으로 분류되는 화석종은 아라비아와 유럽의 마이오세 후기 퇴적층에서 발견된다.

## 하위 종
| - 삼림아프리카나무타기쥐 (D. insignis) - 카후지산나무타기쥐 (D. kahuziensis) - 라셰즈아프리카나무타기쥐 (D. lachaisei) - 모나드아프리카나무타기쥐 (D. leucostomus) - 로바트나무타기쥐 (D. lovati) - 회색나무타기쥐 (D. melanotis) - 브란트나무타기쥐 (D. mesomelas) | - 바나나나무타기쥐 (D. messorius) - 밤색나무타기쥐 (D. mystacalis) - 키부나무타기쥐 (D. nyasae) - 니이카나무타기쥐 (D. nyikae) - 카메룬나무타기쥐 (D. oreas) - 루프나무타기쥐 (D. ruppi) - 베르네나무타기쥐 (D. vernayi) |